# 미니치어☆베어즈
미니치어☆베어즈(みにちあ☆ベアーズ)는 스타더스트 프로모션에 소속된 일본의 여성 주니어 아이돌 치어 그룹이다. 약칭은 미니베어(みにちあ)다.

## 개요
2009년 4월 5일, 카와사키 어제일리어에서 사무소 오디션 행사에서 처음 선보였다. 스타더스트 프로모션, 주로 예능 3부(당시 3B junior)에서 결성된 초등생 여성을 중심으로 한 치아 그룹이다. 정년으로 졸업이 결정됐으며 중학교 1학년 종료 때의 이벤트로써 정기 졸업하고 있었다. "웃는 얼굴로 건강하게 즐거움"이 목표이다.
2014년 3월 9일에 토호 학원에서 해산, 5년간의 활동에 막을 내렸다.

## 멤버
※ 2014년 해산 시점
| ＼ | 이름                       | 생년월일                | 비고                                                                       |
| -- | -------------------------- | ----------------------- | -------------------------------------------------------------------------- |
| 1  | 사이토 카린 (斎藤夏鈴)     | 2000년 10월 29일 (28세) | 전 마제스틱 세븐 / 전 3B junior                                            |
| 2  | 나이토 루나 (内藤るな)     | 2000년 12월 23일 (26세) | 나미에조시하츠쿠미아이 / 전 B.O.L.T / 전 록카 자포니카 / 전 3B junior      |
| 3  | 쿠니미츠 마오 (國光真央)   | 2001년 1월 21일 (24세)  | 전 배우 및 모델                                                            |
| 4  | 메이나 (芽奈)              | 2001년 6월 27일 (23세)  | 러브×러브 / 전 청춘고교 3학년 C반 멤버※히비노 메이나 (日比野芽奈)          |
| 5  | 시이나 루카 (椎名るか)     | 2001년 7월 28일 (23세)  | 전 록카 자포니카 / 전 3B junior                                            |
| 6  | 츠카모토 소라 (塚本颯来)   | 2001년 11월 7일 (23세)  | 전 하치미츠 로켓 / 전 3B junior                                            |
| 7  | 타카이 치호 (高井千帆)     | 2001년 11월 20일 (23세) | 전 B.O.L.T / 전 나미에조시하츠쿠미아이 / 전 록카 자포니카 / 전 3B junior   |
| 8  | 오다가키 히나 (小田垣陽菜) | 2002년 1월 30일 (23세)  | 전 마제스틱 세븐 / 전 3B junior                                            |
| 9  | 코세 유카리 (巨勢紫)       | 2002년 2월 11일 (23세)  |                                                                            |
| 10 | 히라세 미사토 (平瀬美里)   | 2002년 8월 6일 (22세)   | 전 B.O.L.T / 전 록카 자포니카 / 전 3B junior                               |
| 11 | 다카미 마아리 (高見真愛)   | 2002년 9월 1일 (22세)   | 전 오쿠사와무라 / 전 3B junior※ 나가야마 마아리(永山真愛)로 개명.          |
| 12 | 이시구로 시온 (石黒詩苑)   | 2003년 9월 17일 (21세)  | 배우 및 모델                                                               |
| 13 | 아이라 (愛来)              | 2002년 12월 8일 (22세)  | 전 아메후라시 / 전 나미에조시하츠쿠미아이 / 전 오쿠사와무라 / 전 3B junior |
| 14 | 이시구로 시온 (石黒詩苑)   | 2003년 9월 17일 (21세)  | 배우 및 모델                                                               |

### 전 멤버
- 안노 나츠 (杏野なつ, 1997년 7월 12일(27세)) - 2010년 4월 졸업. 전 시리츠에비스추가쿠
- 야스모토 아야카 (安本彩花, 1998년 6월 27일(26세)) - 2010년 4월 졸업. 현 시리츠에비스추가쿠
- 코이케 리오 (小池梨緒, 1998년 1월 18일(27세)) - 2010년 4월 졸업. 전 시리츠에비스추가쿠
- 스즈키 히로노 (鈴木裕乃, 1998년 3월 24일(27세)) - 2010년 4월 졸업. 전 시리츠에비스추가쿠
- 마츠노 리나 (松野莉奈, 1998년 7월 16일(26세) - 2017년 2월 8일(18세)) - 2010년 4월 졸업. 전 시리츠에비스추가쿠
- 다나베 모모코 (田辺桃子, 1999년 8월 21일(25세)) - 2010년 4월 졸업.
- 아사미 히메카 (浅見姫香, 1999년 9월 26일(25세)) - 2011년 4월 졸업.
- 오가와 마유 (小川真由, 1999년 1월 31일(26세)) - 2011년 11월 졸업.
- 츠츠미 미키 (堤望綺, 1999년 1월 31일(26세)) - 2011년 11월 졸업.
- 아오야마 아이 (青山愛依, 2002년 1월 31일(23세)) - 2012년 8월 졸업.
- 오다기리 시오리 (小田桐汐里, 1999년 5월 10일(25세)) - 2013년 3월 졸업. 전 KAGAJO☆4S
- 우란 (うらん, 1999년 10월 12일(25세)) - 2013년 3월 졸업. 전 팀 다이오이카 / 전 마제스틱 세븐 / 전 3B junior
- 후지모토 아미 (藤本杏, 1999년 12월 11일(25세)) - 2013년 3월 졸업. 전 KAGAJO☆4S
- 요코야마 미쿠 (横山未空, 2000년 2월 9일(25세)) - 2013년 3월 졸업.
- 마이리 (マイリー, 2000년 7월 28일(24세)) - 2013년 5월 졸업.

## 곡

### 오리지널
- みにちあ応援歌
- みにちあ☆100
- みにちあ☆1・2・3
- みにちあ校歌
- 紳士の皆さんへ（仮）

## 커버 등의 응원곡
- もってけ!セーラーふく
- みにちあサンバ
- ベアーズのテーマ（狼少年ケンの替え唄）
- 君の瞳に恋してる
- Mickey
- コンバットマーチ
- 狙いうち
- ダッシュケイオウ
- 輝き
- タッチ
- 大進撃
- 夏祭り
- Sunny Day Sunday

## 같이 보기
- 모모이로 클로버 Z
- 시리츠에비스추가쿠
- KAGAJO☆4S
- S★스파이시
- 주니어 아이돌
- 치어리더